# MAGiCAL MYSTERY TOUR (マジカル・パンチラインのアルバム)
『MAGiCAL MYSTERY TOUR』(マジカル ミステリー ツアー）は、日本の女性アイドルグループ「マジカル・パンチライン」が、2016年12月21日にポニーキャニオンからリリースした、2枚目のミニアルバム。

## 背景・制作
デビュー作『MAGiCAL PUNCHLiNE』から、5カ月後にリリースした2ndミニアルバム。前作から続くファンタジー世界を演出した、マジカル・シリーズ第二弾。
コンセプト・アルバム
前作が、グループの核であるマジカル・ファンタジーな世界観を基に制作されたコンセプト・アルバムであり、本作もそれらを踏襲した続編となっている。グループの公式サイト内「マジペディア」で展開中の設定が随所に使用され、旅や冒険をテーマにアルバム・タイトルもそれに因んだ。シナリオは、前作から引き続きライトノベル作家・八田モンキーが創作した。
制作
アルバムのプロデュースは、アニメ・ゲームミュージックなどの作曲で著名な音楽クリエイター・Tom-H@ckが、前作に引き続き務めた。制作全般は、そのTom-H@ckが代表を務める音楽制作会社『TaWaRa』に所属するクリエイター陣が担当。および、前作に引き続き音楽プロダクション『F.M.F』が協力した。
リード曲
収録曲「マジカル・ジャーニー・ツアー」はリード曲に指定されている。前作のリード曲「Magiかよ!? BiliBili☆パンチライン」にも準拠した転調サウンドが特徴となっている。
ほか、「108煩悩BOMB」はラップ調のダンスミュージック、「Happy New kitchen」は料理がテーマのオールディーズ風ポップス、「那由多不可思議ソウルライブツイスター」はスピードメタル、「謎から謎めくMystery」はアップテンポのアイドルソングだと解説している。

## リリース
シリウス盤（初回限定盤)・プロキオン盤（通常盤)・ベテルギウス盤（マジパンSHOP限定盤）の3形態でリリース。シリウス盤にはDVDが付属。ベテルギウス盤は、オフィシャルショップのみで限定販売した特別仕様。全形態の初回生産分に、公式サイトの企画でポイント使用できる「経験値シリアルコード」が封入。発売一週間前より先行配信を開始。
前作の各盤名称が夜空の星群形『夏の大三角』を由来としたのに続き、今作は『冬の大三角』を採用した。
特典企画
- 協力店舗でのみ先着購入者に、メンバー 沖口優奈が監修の「オフショット生写真｣(全4種の内ランダム1枚）を進呈。
- ベテルギウス盤の期間限定予約者に、指定メンバーのチェキを進呈[15]。
- ネットストア「MUVUS」のみで、メンバー直筆サイン入り（各メンバー別）の『プロキオン盤』を期間限定で予約販売[16]。

## プロモーション
アルバムのプロモーションで、以下のメディアに出演した。
テレビ番組
- KawaiianTV 4Kチャンネル開局記念特番! 〜4K効果で見えすぎちゃって (2016年12月1日、ひかりTV)[17]
- ミュージック☆エクスプレス (2016年12月16日・18日、Music Japan TV/テレビ埼玉)

配信番組
- マジカル・パンチライン スペシャルイベント (2016年10月29日、ニコニコ生放送/LINE LIVE)
- KawaiianTV SUPER LIVE 2016 (2016年12月12日、ニコニコ生放送)
- ニコラジ (2016年12月19日、ニコニコ生放送)
- 生のアイドルが好き (2016年12月27日、ニコニコ生放送)
- クレイのポジティブTV!! (2016年12月29日、FRESH!)

ラジオ番組
- カメレオンパーティー (2016年12月18日、NACK5)

その他
全国ファミリーマートの店内放送『In Store Music』にて、リード曲「マジカル・ジャーニー・ツアー」を期間中オンエア (2016年12月26日 - 2017年1月3日)
インストアイベント
発売を記念したインストアイベントを、以下の日時・場所で実施した。
「MAGiCAL PUNCHLiNE｣ 発売イベント (トーク/握手会/チェキ撮影など)
- 2016年10月30日 ららぽーと横浜
- 2016年11月3日 ららぽーとTOKYO-BAY
- 2016年11月23日 モザイクモール港北
- 2016年11月27日 ららぽーと新三郷
- 2016年12月22日 HMVエソラ池袋

サイン会
対象販売サイトで予約購入した『プロキオン盤』に、直筆サインの模様を公開する生配信企画を実施。
- 千里眼サイン会（2016年12月13日、ツイキャス）

## アートワーク / ミュージック・ビデオ
アートワーク
ミュージック・ビデオを含め、ジャケットアート・WEB関連などの制作全般を前作に引き続き、デザインスタジオ「MIRROR｣(代表：大楠孝太朗）が担当。また前作と同様に、グループのデザインプロデュースも務めるリーダー 佐藤麗奈が衣装デザインに関わり、スタイリスト相澤樹と共作した。
ミュージック・ビデオ
リリースに先行して、リード曲「マジカル・ジャーニー・ツアー」のフルバージョンをYouTubeで公開した。これは『シリウス盤』付属のDVDにも収録されている。ロケーションはアルバムジャケットも含め、無人島で撮影。ビデオディレクターは田村啓介（AOI Pro.）が務めた。

## ライブ・パフォーマンス
発売イベントも兼ねたミニライブを、以下の日時・場所で実施した。
｢MAGiCAL MYSTERY TOUR｣ 発売記念ミニライブ 
- 2016年12月3日・21日 東京ドームシティ ラクーアガーデンステージ
- 2016年12月10日 イオンモール八千代緑が丘
- 2016年12月11日 渋谷マルイ
- 2016年12月17日 タワーレコード錦糸町店
- 2016年12月18日 大宮アルシェ
- 2016年12月20日 タワーレコード渋谷店
- 2016年12月23日 タワーレコード新宿店
- 2016年12月24日 西武百貨店船橋
- 2016年12月25日 ダイバーシティ東京プラザ

客演・ライブイベント
リード曲をはじめとした収録曲は、以下各地イベントなどでライブ披露した。
- アイドルLive Starring "RETURNS" (2016年12月4日、原宿クエストホール)
- KawaiianTV SUPER LIVE 2016 (2016年12月12日、品川ステラボール)
- Road to IDOLidge Carnival in TAIPEI (2016年12月23日、吉祥寺CLUB SEATA)
- ハラジュクニューウェーブ (2016年12月27日、原宿クエストホール)
- iPop Monthly Fes vol.56 (2016年12月30日、池袋サンシャインシティ)

## メディアでの使用
リード曲「マジカル・ジャーニー・ツアー」は、以下のメディアで使用。
- 日本テレビ系『ダウンタウンDX』2017年1月・2月度エンディングテーマ

## 収録トラック
| #         | タイトル                                 | 作詞      | 作曲                     | 編曲                                                       | 時間  |
| --------- | ---------------------------------------- | --------- | ------------------------ | ---------------------------------------------------------- | ----- |
| 1.        | 「Prelude」(Instrumental)                |           | Masahiro "Godspeed" Aoki | Masahiro "Godspeed" Aoki                                   | 3:00  |
| 2.        | 「マジカル・ジャーニー・ツアー」         | hotaru    | Tom-H@ck                 | Tom-H@ck、Masahiro "Godspeed" Aoki(オーケストラアレンジ含) | 4:39  |
| 3.        | 「108煩悩BOMB」                          | hotaru    | 杉下トキヤ               | RINZO                                                      | 3:29  |
| 4.        | 「Happy New Kitchen」                    | hotaru    | 高尾奏之介               | 岸田勇気                                                   | 3:00  |
| 5.        | 「那由多不可思議ソウルライブツイスター」 | hotaru    | KanadeYUK                | KanadeYUK                                                  | 4:35  |
| 6.        | 「謎から謎めくMystery」                  | hotaru    | KanadeYUK                | KanadeYUK                                                  | 4:38  |
| 合計時間: | 合計時間:                                | 合計時間: | 合計時間:                | 合計時間:                                                  | 23:24 |

| #         | タイトル                                             | 作詞      | 作曲・編曲 | ビデオディレクター | 時間  |
| --------- | ---------------------------------------------------- | --------- | ---------- | ------------------ | ----- |
| 1.        | 「マジカル・ジャーニー・ツアー」(Music Video)        |           |            | 田村啓介           | 5:57  |
| 2.        | 「Making of MAGiCAL MYSTERY TOUR」                   |           |            |                    | 10:01 |
| 3.        | 「magipunTV vol.1 : ファンのことを本気で考えよう。」 |           |            |                    | 18:50 |
| 合計時間: | 合計時間:                                            | 合計時間: | 34:48      |                    |       |